# Tour della nazionale maschile di rugby a 15 del Galles 2009
Tra le edizioni della Coppa del Mondo di rugby del 2007 e 2011, la nazionale gallese di rugby a 15 ha disputato molti tour, a cominciare dal 2008.
Nel 2009, priva dei migliori giocatori impegnati nel tour dei "Lions", la nazionale gallese si reca in Nord America per due test con Canada  e Stati Uniti

## Risultati
| Arbitro: | Matt Goddard |

| |           | |
| 9' e 14' c.p. Pritchard (6-0) 30' c.p. Pritchard (9-16) 42' meta Duke tr. Prithcard (16-16) 58' meta Fairhurst tr Pritchard (23-29) | Marcatori | 16 meta Czekaj tr. Biggar (6-7) 21, 27' 33' c.p. Biggar (6-16) 48' meta James tr. Biggar (16-23) 53' 56' c.p. Biggar (16-29) 72' c.p. Biggar (23-32) |

| Arbitro: | Matt Goddard |

|                                                                                              |           | |
| 13' c.p. De Bartolo (3-6) 53' meta Tuilevuka tr. De Bartolo (10-27) 80' meta Gagiano (15-48) | Marcatori | 9' e 11' c.p. Robinson (0-6) 15 meta M. Jones tr. Robinson (3-13) 21' meta Davies tr.Robinson (3-20) 35' meta di punizione tr. Robinson (3-27) 62' meta James tr Robinson (10-34) 70' meta Cooper tr- Biggar (10-41) 78' meta Davies tr. Biggar (10-48) |